# Lefua costata
Lefua costata es una especie de peces de la familia Balitoridae en el orden de los Cypriniformes.

## Morfología
• Los machos pueden llegar alcanzar los 9,8 cm de longitud total.

## Distribución geográfica
Se encuentran en Asia: este de Rusia, Corea, el norte de la China y Mongolia.

## Hábitat
Es un pez de agua dulce y de clima tropical.